# 都柏林鎮區 (明尼蘇達州斯威夫特縣)
都柏林鎮區（英語：Dublin Township）是位於美國明尼蘇達州斯威夫特縣的一個行政鎮區。

## 歷史
都柏林鎮區於1878年成立，因大部份定居者皆來自愛爾蘭首都都柏林而得名。

## 地方資料
都柏林鎮區的面積為90.47平方千米，當中陸地面積為90.45平方千米，而水域面積為0.02平方千米。根據2020年美國人口普查的數據，當地共有人口192人，而人口密度為每平方千米2.12人。